# A Bronx Tale
A Bronx Tale (en español: Una historia del Bronx o Un cuento del Bronx) es una película estadounidense de 1993, dirigida por Robert De Niro y rodada en la ciudad de Nueva York, con la actuación de De Niro, Chazz Palminteri y Lillo Brancato como protagonistas.

## Argumento
En 1960, Lorenzo (Robert De Niro) trabaja como conductor de autobús de la MTA en Belmont, un barrio de clase trabajadora italiano-estadounidense en El Bronx, con su esposa Rosina (Kathrine Narducci) y su hijo Calogero (Francis Capra) de nueve años. Calogero se enamora de la vida criminal y la presencia de la mafia en su vecindario, dirigido por Sonny (Chazz Palminteri). Un día, Calogero es testigo de un asesinato cometido por Sonny en defensa de un amigo. Cuando Calogero decide quedarse callado al ser interrogado por los detectives de la policía de Nueva York, Sonny toma cariño por él y le da el apodo de "C". Los hombres de Sonny le ofrecen a Lorenzo un trabajo mejor remunerado, pero prefiere una vida respetuosa de la ley como conductor de autobús y declina cortésmente. Sonny se hace amigo de Calogero y le presenta a su tripulación. Calogero gana propinas por un valor de $ 600 trabajando en el bar de la mafia y tirando dados, y Lorenzo lo regaña duramente cuando descubre el efectivo. También habla con Sonny, le devuelve el dinero y, enojado, le advierte que se mantenga alejado de Calogero.
Ocho años después, Calogero, de 17 años, se ha convertido en un joven que ha estado visitando a Sonny regularmente sin el conocimiento de su padre. Calogero también es parte de una pandilla de chicos italoestadounidenses locales, que responde a Sonny. Más tarde, Calogero conoce a una chica negra, Jane (Taral Hicks), y desarrollan una amistad. A pesar del alto nivel de tensión racial y aversión entre italoestadounidenses y negros en el vecindario, Calogero organiza una cita con Jane. Él pide consejos tanto a su padre como a Sonny, este último le presta su coche a Calogero. Más tarde, los amigos de Calogero golpearon a los ciclistas negros que recorren su vecindario, a pesar de los intentos de Calogero de defenderlos. Uno de los ciclistas resulta ser el hermano de Jane, y confunde a Calogero con uno de los asaltantes y lo acusa de golpearlo cuando él y Jane se encuentran para su cita. Calogero pierde los estribos por la acusación y lo llama "nigger", lo que lamenta al instante. Jane se va con su hermano.
En casa, Calogero se enfrenta a su padre, que lo vio conducir el coche de Sonny. Se produce una discusión y Calogero huye. Poco después, Calogero se enfrenta a Sonny y sus secuaces, quienes encontraron una bomba en el coche que C usó y sospecharon que este planeaba asesinarlo. Calogero suplica entre lágrimas su inquebrantable dedicación a Sonny. Sonny reconoce la inocencia de Calogero y le permite irse. Los chicos negros lanzan huevos al bar habitual de los chicos italoestadounidenses en represalia por la paliza anterior, y los amigos de Calogero planean contraatacar usando cócteles Molotov. Fuerzan a Calogero a participar, pero mientras se dirigen, Sonny detiene su automóvil y ordena a Calogero salir. Calogero se pone al día con Jane, quien le dice que su hermano había admitido que el chico que lo golpeó no era Calogero. Jane y Calogero hacen las paces, pero Calogero de repente recuerda los planes de sus amigos de atacar el vecindario de Jane, y los dos se apresuran a detenerlos. Calogero y Jane llegan para encontrar el coche de los niños italoestadounidenses en llamas. Durante el ataque, un chico negro devolvió un cóctel Molotov intacto al coche. Al entrar por la ventana, enciende los cócteles molotov restantes, lo que resulta en una explosión que mata a todos los que están dentro.
Calogero se apresura en el concurrido bar de la mafia para agradecerle a Sonny por salvarle la vida, pero un asaltante le dispara a Sonny en la parte posterior de la cabeza antes de que Calogero pueda advertirle. Más tarde, Calogero se entera de que el asaltante era el hijo del hombre al que Sonny mató ocho años antes. En el funeral de Sonny, innumerables personas vienen a presentar sus respetos. Cuando la multitud se dispersa, un hombre solitario, Carmine (Joe Pesci), visita el funeral, alegando que Sonny también le salvó la vida. Calogero no reconoce a Carmine hasta que ve una cicatriz en la frente y se da cuenta de que es el hombre atacado a quien Sonny había defendido cuando cometió el asesinato. Calogero le pregunta si el asesinato fue por una pelea por el estacionamiento a lo que Carmine responde que no. Carmine le dice a Calogero que reemplazará a Sonny en el vecindario por el momento, y le promete ayuda si alguna vez la necesita. Carmine se va justo cuando el padre de Calogero llega inesperadamente para presentar sus respetos a Sonny. Lorenzo le agradece por salvar la vida de su hijo y admite que nunca lo había odiado, pero que lo había resentido por hacer que Calogero creciera tan rápido. Calogero y su padre caminan juntos a casa mientras Calogero narra las lecciones que aprendió de sus dos mentores y se besan.

## Reparto
- Robert De Niro como Lorenzo.
- Chazz Palminteri como Sonny.
- Lillo Brancato, Jr. como Calogero (17 años).
- Francis Capra como Calogero (9 años).
- Taral Hicks como Jane.
- Kathrine Narducci como Rosina.
- Clem Caserta como Jimmy Whispers.
- Frank Pietrangolare como Danny K.O.
- Alfred Sauchelli Jr. como Bobby Bars
- Robert D'Andrea como Tony Toupee.
- Eddie Montanaro como Eddie Mush.
- Fred Fischer como JoJo The Whale.
- Dave Salerno como Frankie Coffeecake.
- Joe D'Onofrio como Slick (17).
- Louis Vanaria como Crazy Mario.
- Domenick Lombardozzi como Nicky Zero.
- Joe Pesci como Carmine (sin acreditar)

## Música
1. Streets of the Bronx - Cool Change
2. I Wonder Why - Dion & The Belmonts
3. Little Girl of Mine - The Cleftones
4. Don't You Know? - Della Reese
5. For Your Precious Love - Jerry Butler
6. Ain't That a Kick in the Head - Dean Martin
7. Father and Son - Cool Change
8. A Beautiful Morning - The Rascals
9. Tell It Like It Is - Aaron Neville
10. Bustalk - Bobby Watson
11. I Only Have Eyes for You - The Gerry Niewood Quartet
12. Ninety-Nine and a Half (Won't Do) - Wilson Pickett
13. Ten Commandments of Love - The Moonglows
14. I Only Have Eyes for You - The Flamingos & The Complexions
15. Come Together- The Beatles
16. Nights in White Satin - The Moody Blues
17. Baby I Need Your Loving - The Four Tops
18. Regrets - Butch Barbella
19. All Along the Watchtower - The Jimi Hendrix Experience
20. I'm So Proud - The Impressions
21. It's a Man's Man's Man's World - James Brown
22. Cristo Redentor - Donald Byrd
23. Streets of the Bronx - Bells & String Orchestra
24. You Really Got Me - The Kinks
25. All Along the Watchtower - Jimi Hendrix
26. Strange Brew - Cream
27. That's Life - Frank Sinatra

## Premios
- Nominada Ellen Chenoweth al Artio 1994 por mejor casting en una película de drama.
- Chazz Palminteri ganó el Sant Jordi en 1996 al mejor actor extranjero.
- Francis Capra fue nominado al mejor actor coprotagonista en los Young Artist Awards de 1994.